# (9152) 1980 VZ2
(9152) 1980 VZ2 là một tiểu hành tinh vành đai chính. Nó được phát hiện bởi Schelte J. Bus ở Đài thiên văn Palomar ở Quận San Diego, California, ngày 1 tháng 11 năm 1980.